# Vriesea fontourae
Vriesea fontourae là một loài thuộc chi Vriesea. Đây là loài đặc hữu của Brasil.